# トレーラーヘッド

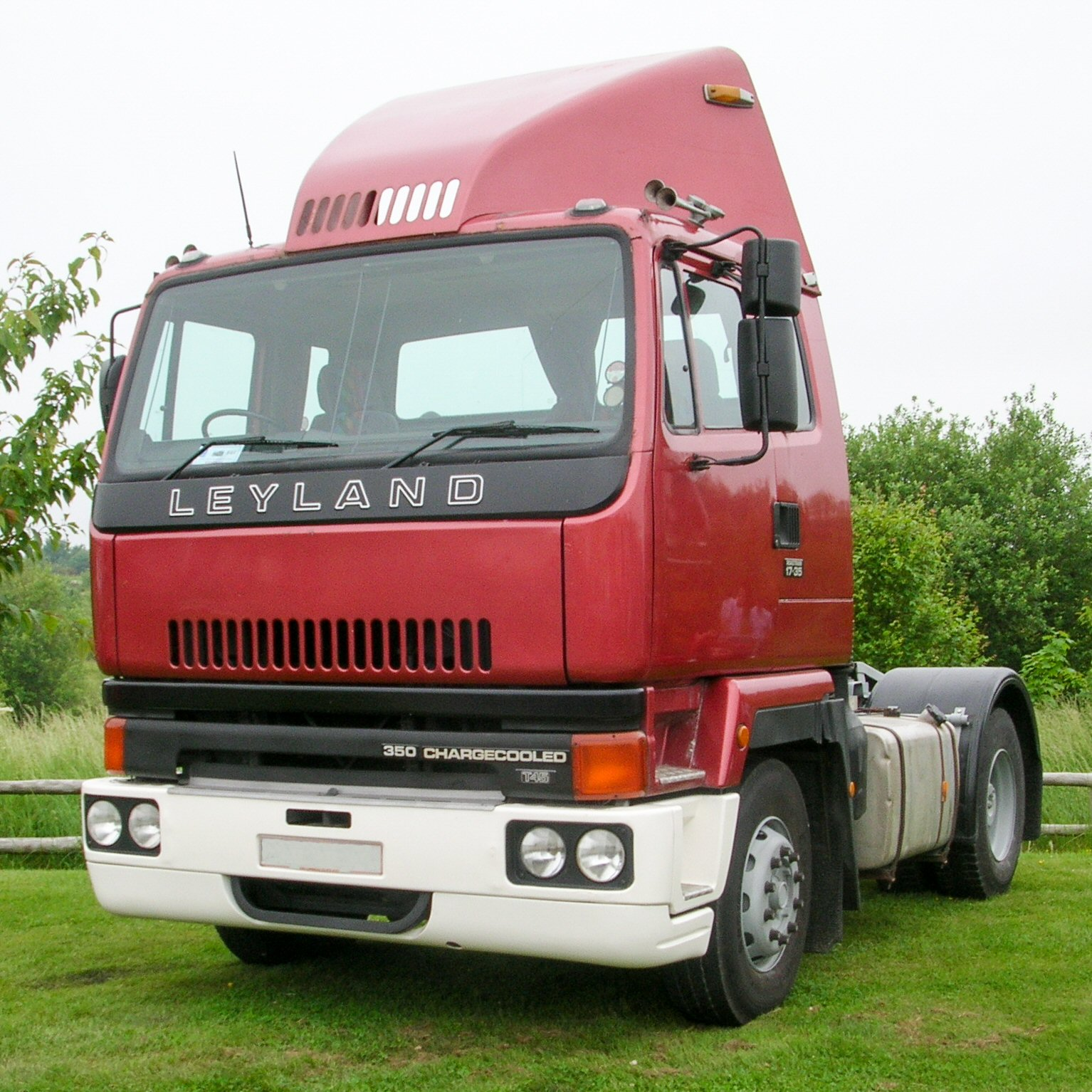
Leyland T45 キャブオーバー 4x2トラクターユニット

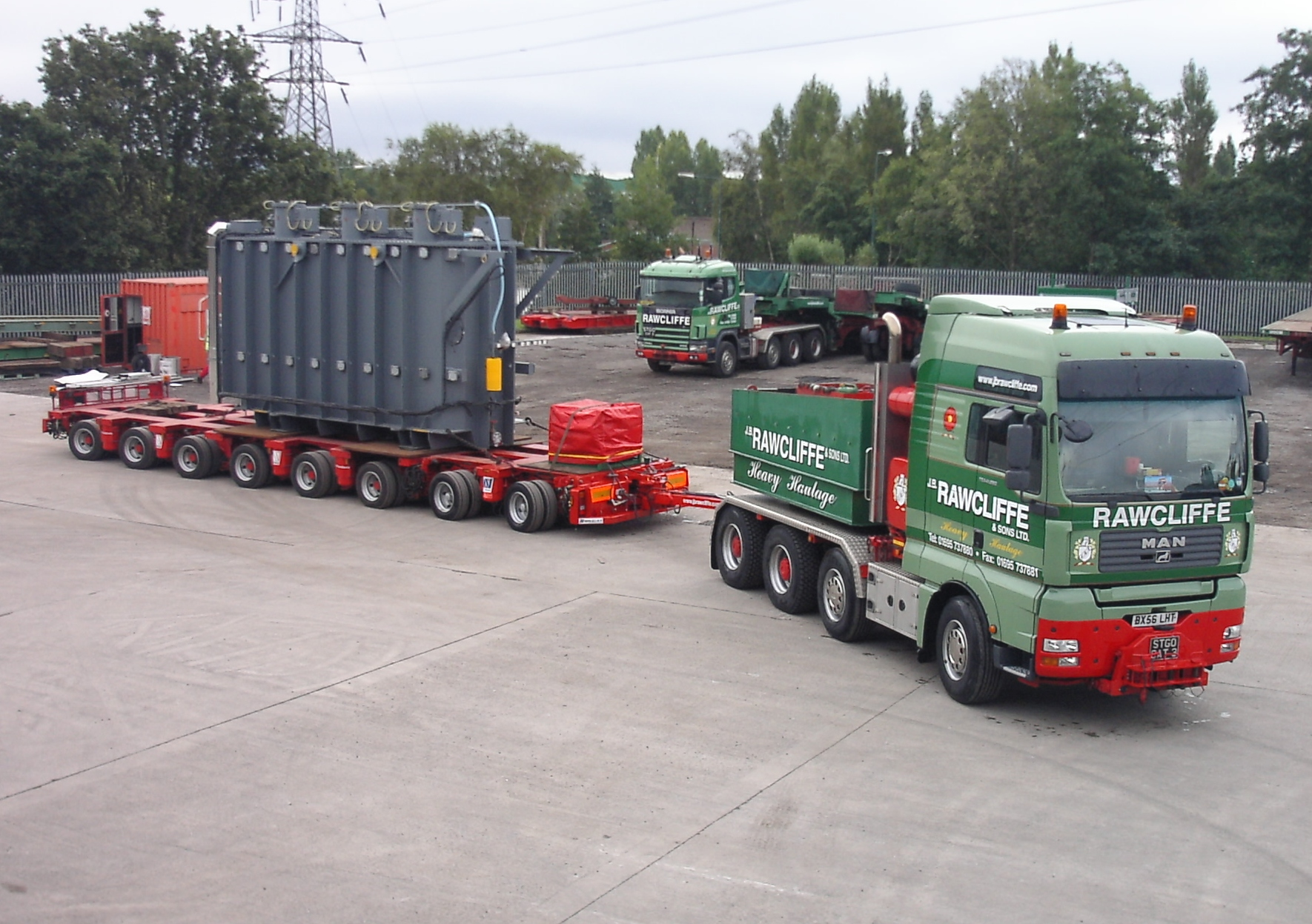
大型変圧器を積んだトレーラーを引く（ドローバー連結）

トレーラーヘッド（trailer head）、トラクターユニット（tractor unit）、トラクタートラック（tractor truck）、セミトラクター（semi-tractor）、セミトラック（semi-truck）、トラクターヘッド（tractor head）とは、トレーラーで牽引される荷物を牽引するための動力を提供する、頑丈な動力車である。日本では俗にアタマ（頭）と呼ばれる。
これらは一般的に二つに分類される。1つはセミトレーラーの牽引に使用される大型および中型の後輪駆動セミトラクター、もう一つは非常に重く大抵はオフロード対応で六輪構成のものである。どちらも軍用および商業輸送用が存在する。
なお、トラクタトレーラーと呼ぶ場合はアタマと荷車が一体になった部分を指す。

## 構造
1. トレーラーヘッド
2. セミトレーラ（脱着式）
3. エンジンルーム
4. キャビン
5. スリーパー（すべてのトラックにあるわけではない）
6. エアダム
7. 燃料タンク
8. 第五輪
9. 密閉貨物室
10. ランディング・ギア （セミトレーラーを切り離すときの脚）

一般的にトレーラーヘッドには大型ディーゼルエンジンが搭載される。変速機は10/13/18段階などの構成である。

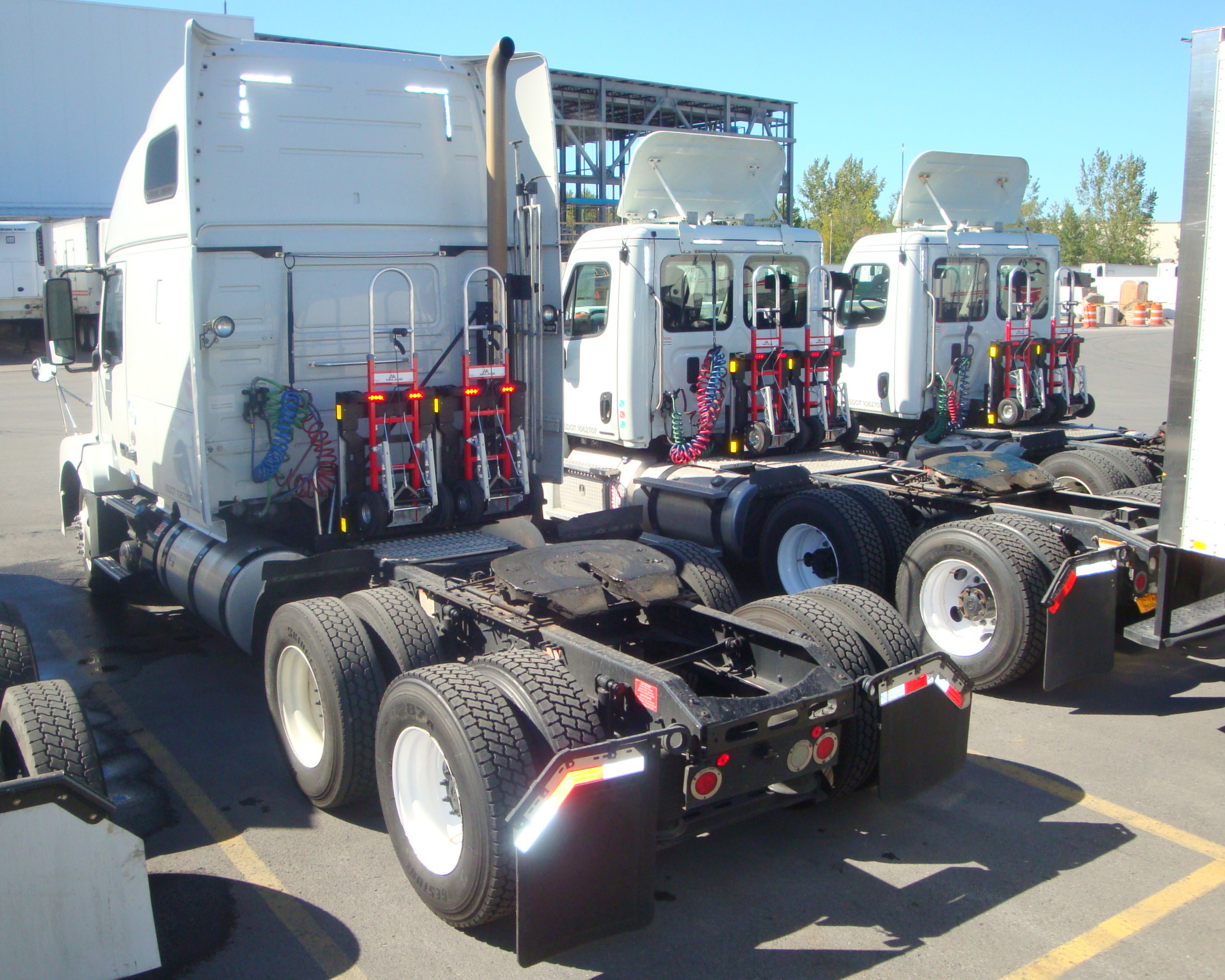
背面写真。第五輪を備えている。
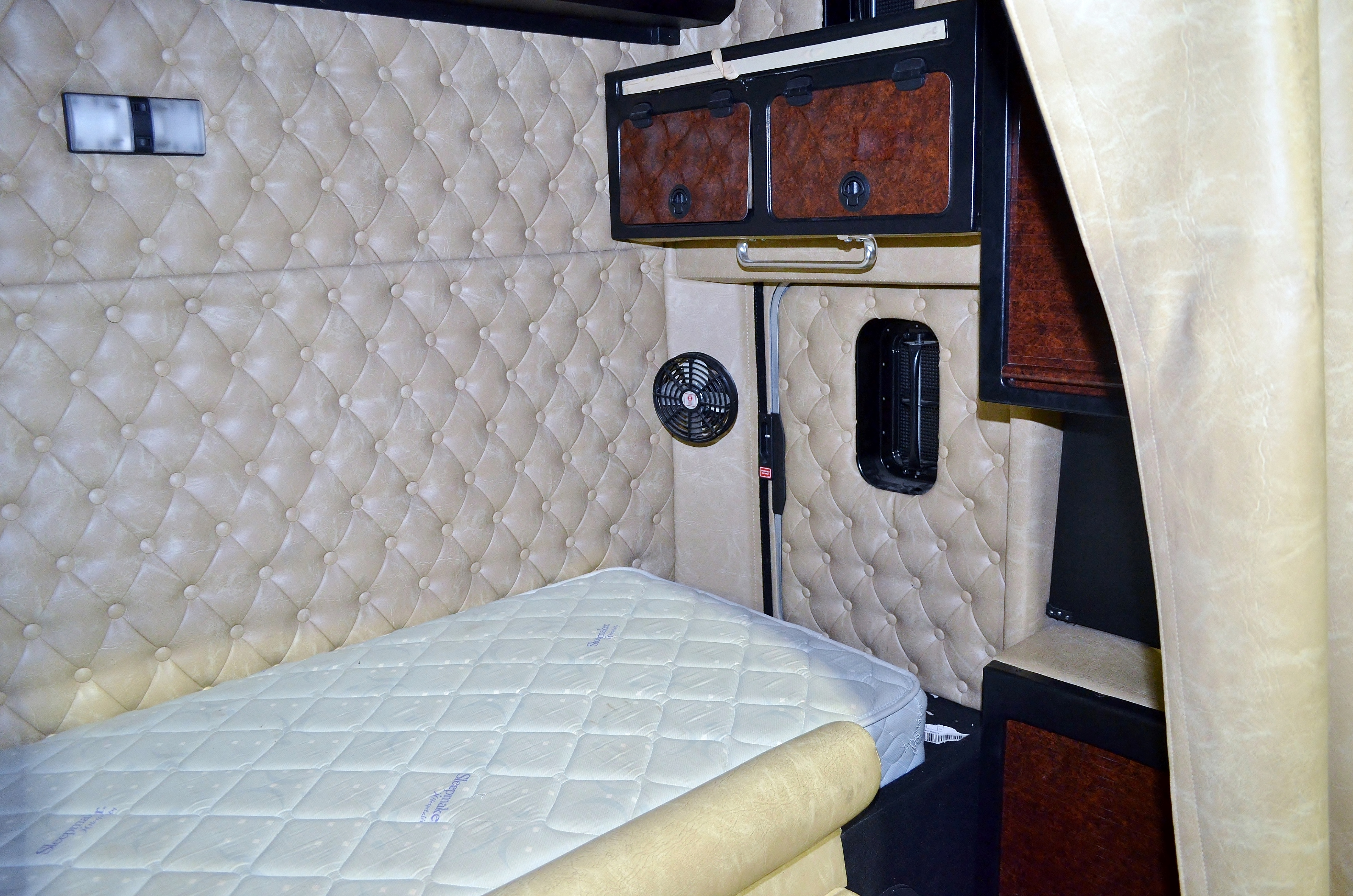
一部のトラックにはスリーパー（仮眠室）を備える。

### 車軸構成

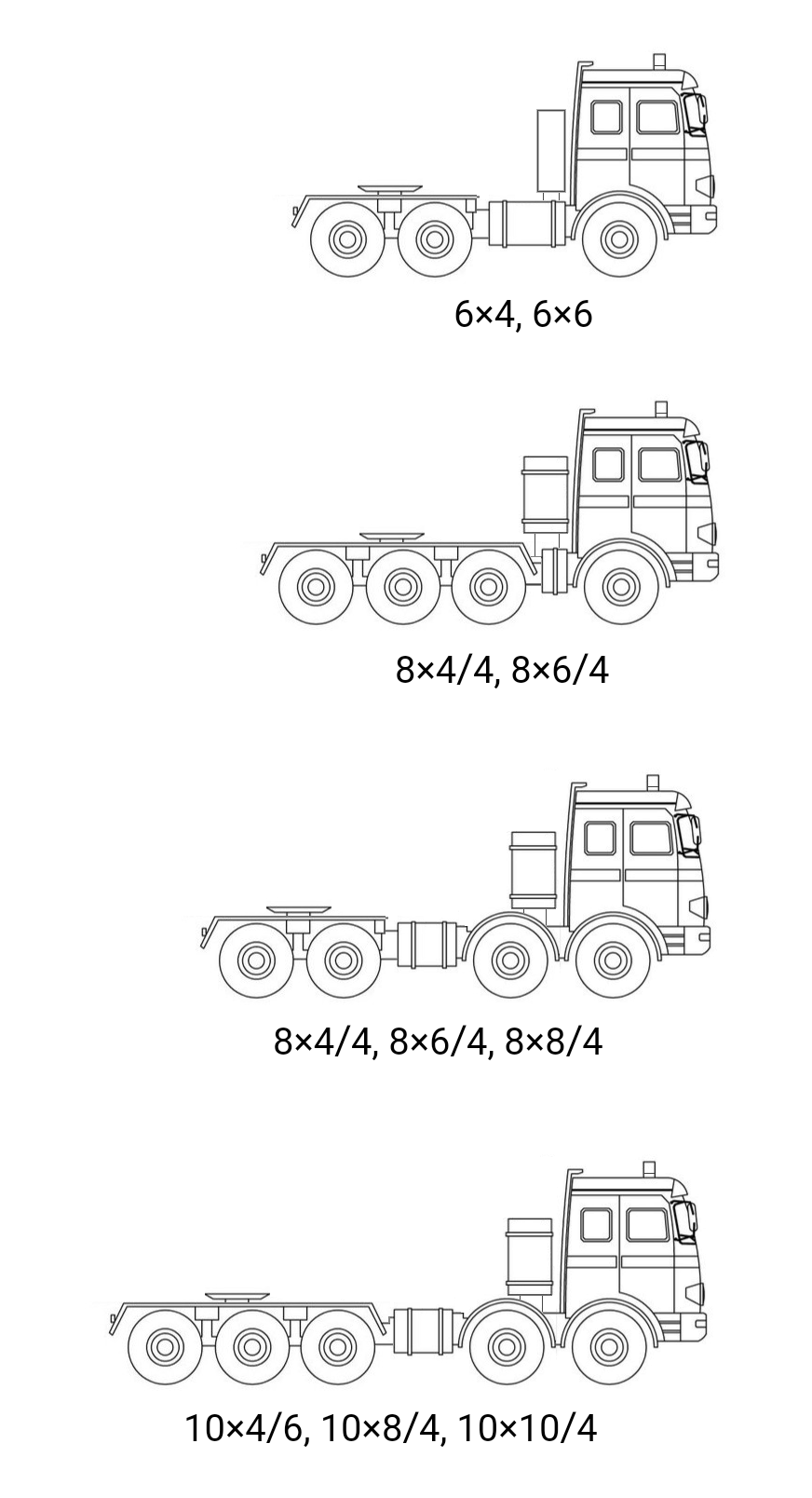
車軸構成

トレーラーヘッドには、軸重規制に応じて多くの車軸を設けている。最も一般的な構成は4x2、6x2、および6x4タイプであるが、一部のメーカーは 6x6、8x4、8x6、8x8、10x8、および 10x10 の車軸構成を提供している。

### 連結器
もっとも一般的な連結器は第五輪であり、コンテナシャーシやウイング車など、多種のトレーラーを連結できる。
ドローバー（Drawbar）は、とりわけ頑丈なバラスト車や、複数のセミトレーラーを連結する手段としても使われる。

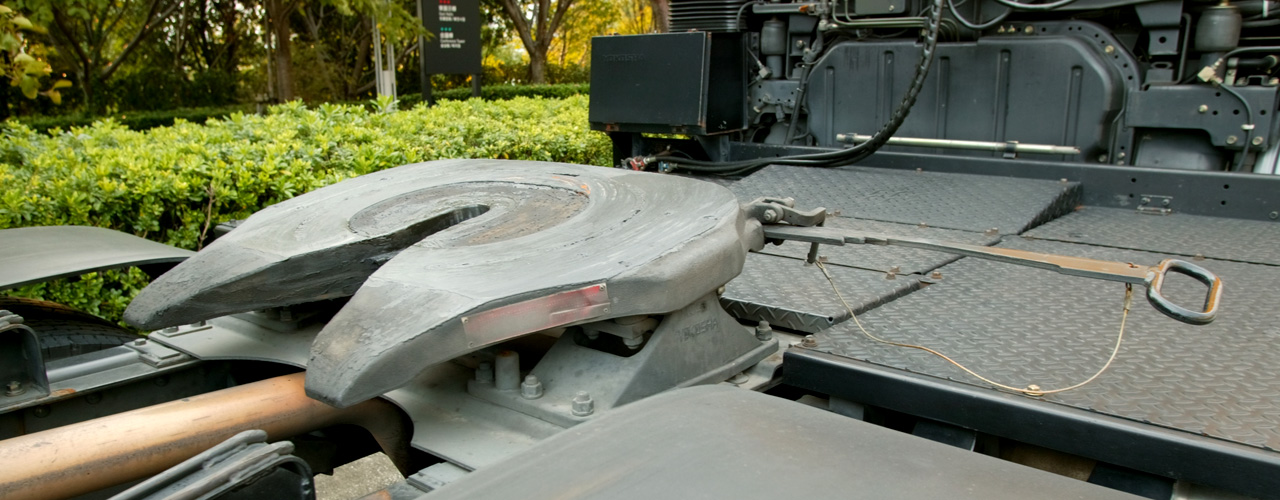
第五輪
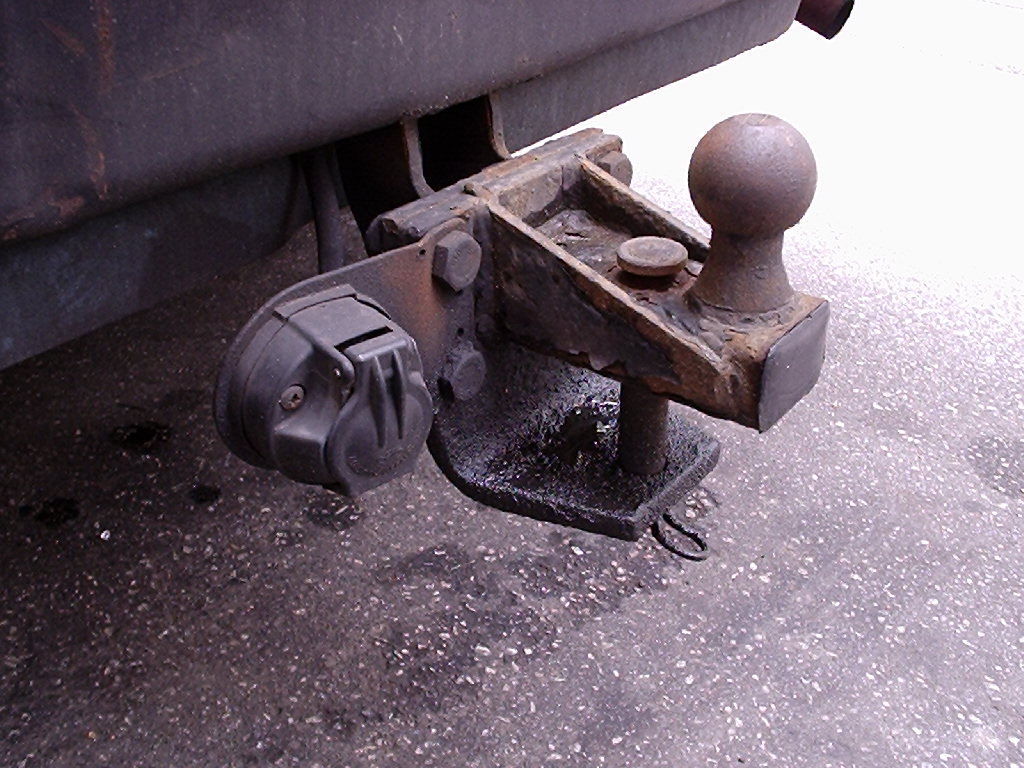
トレーラー・ヒッチ
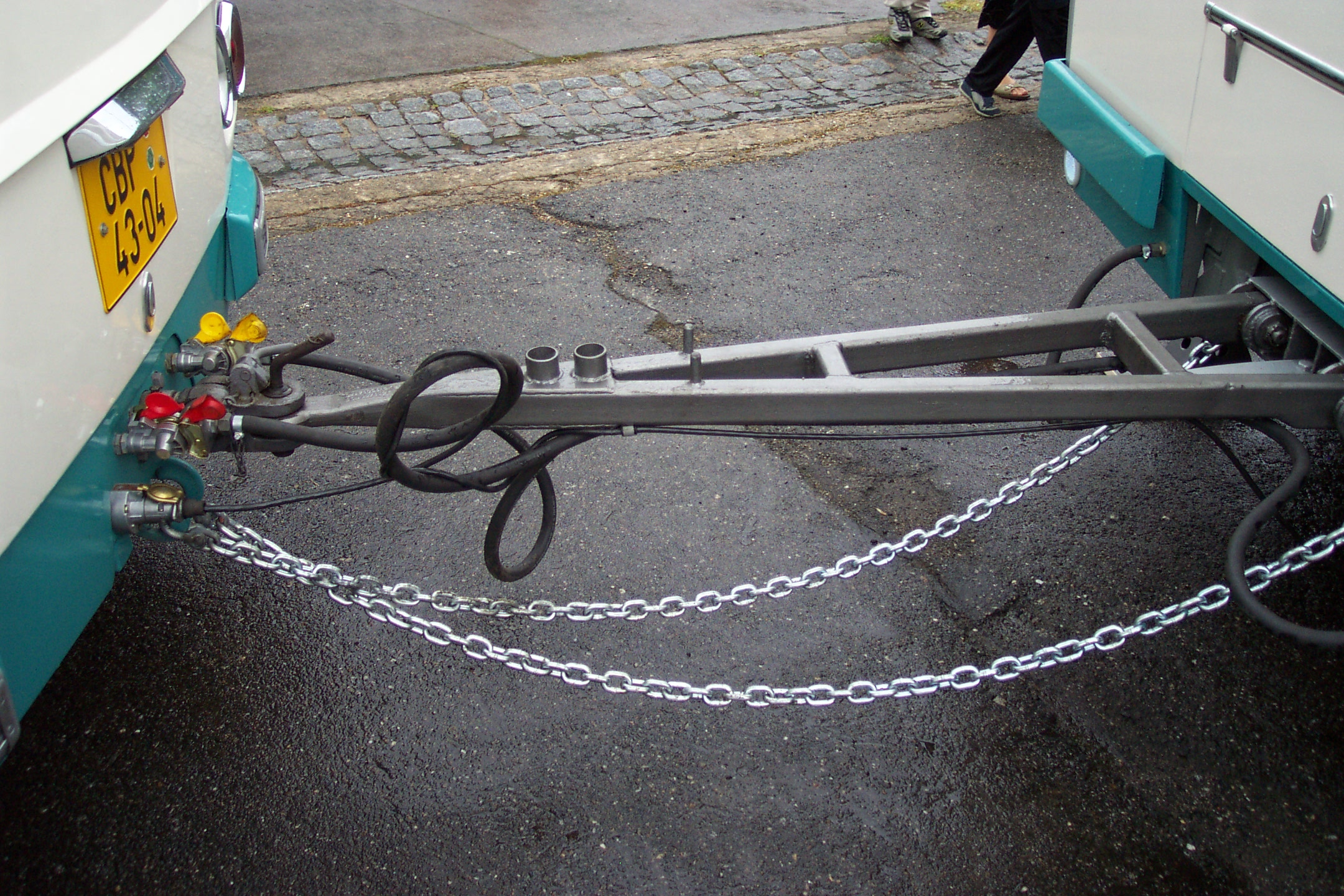
ドローバーを繋いだトレーラー・ヒッチ
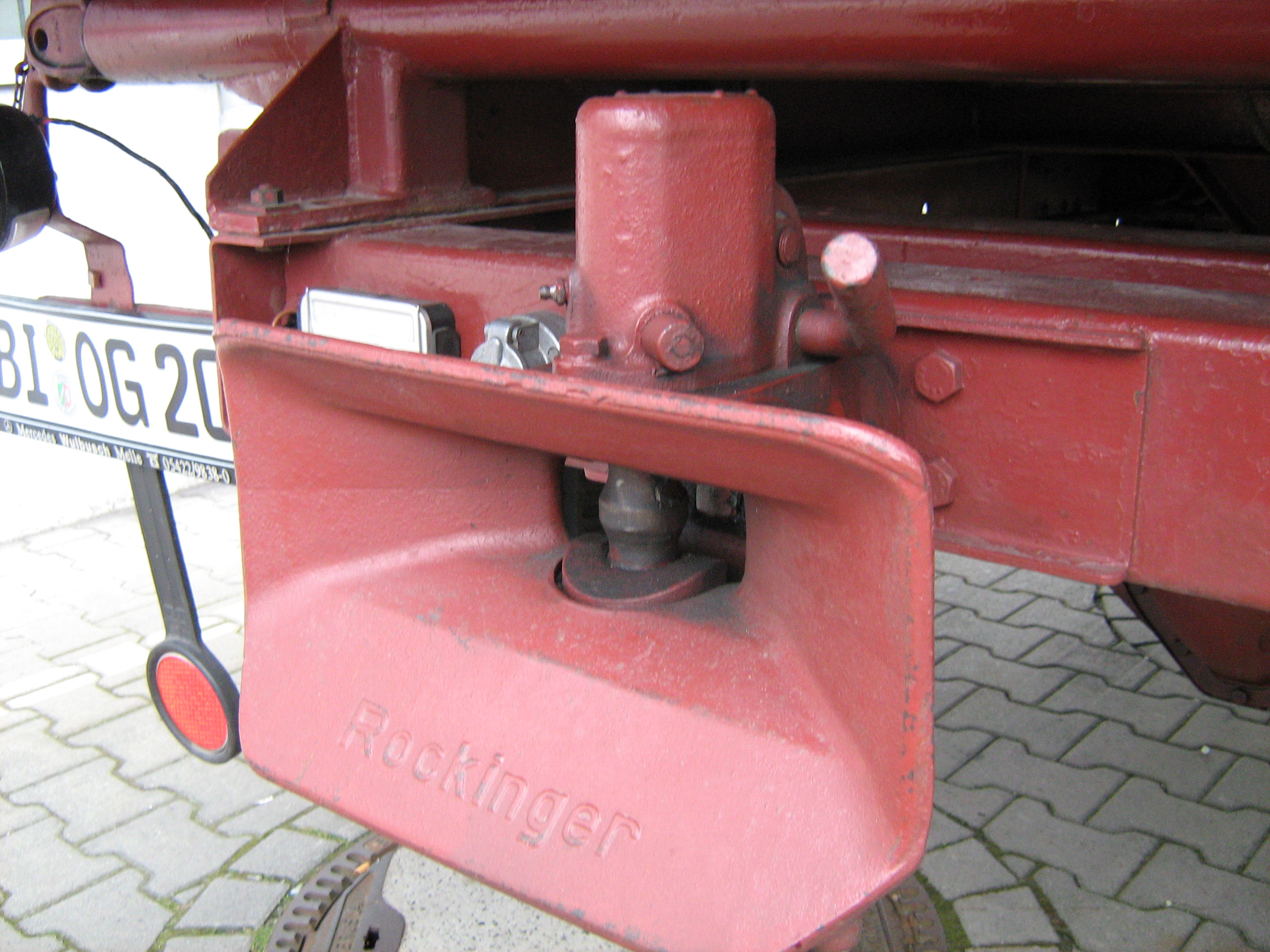
ドローバー接続口

- ウィキメディア・コモンズには、トレーラ連結器に関するカテゴリがあります。

### トレーラーコネクタ
アタマとトレーラ間への電気信号を伝えるために、トレーラコネクタにて接続され、これはISO規格化されている。

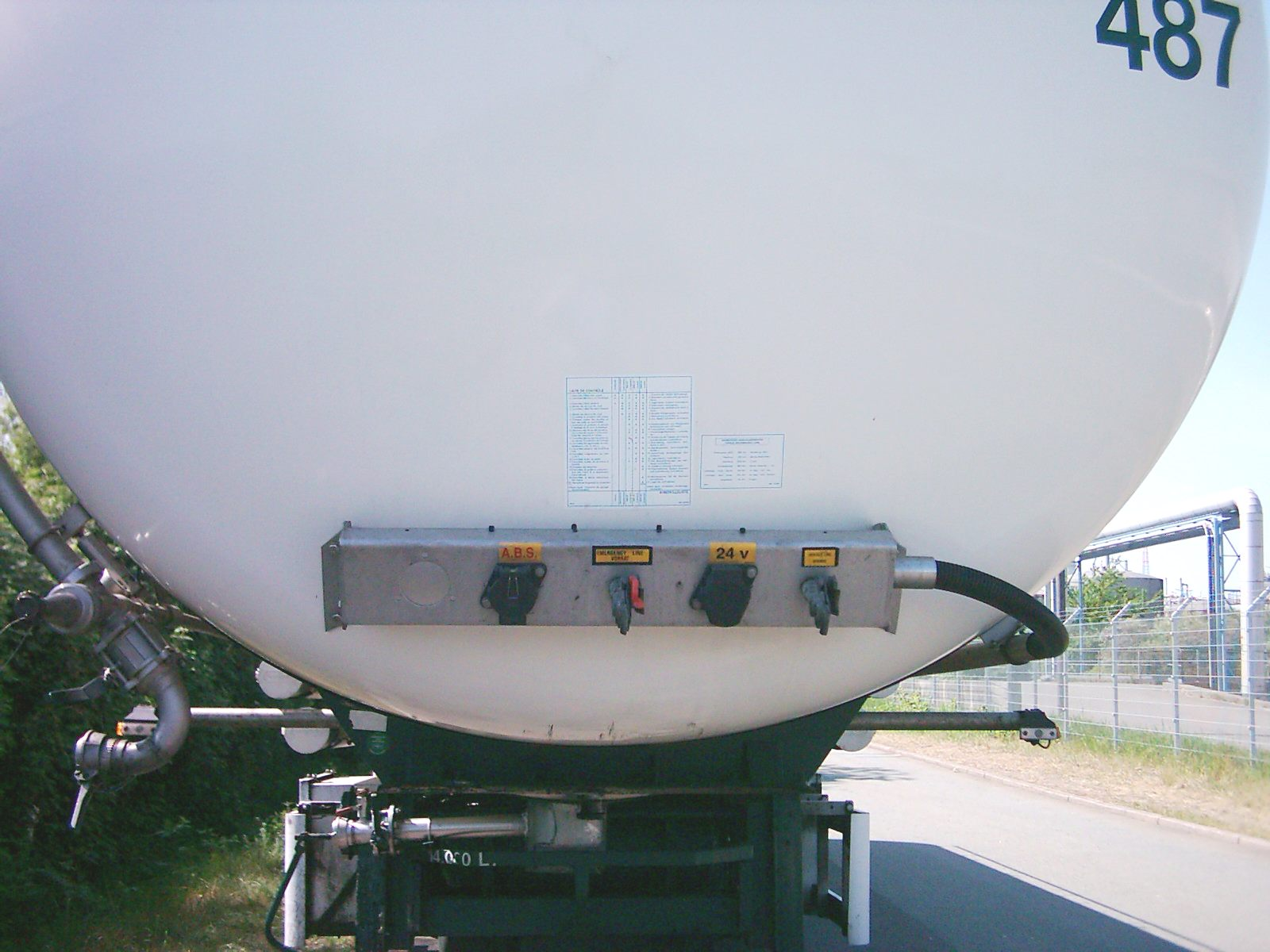
トレーラの最前面。コネクタ部が存在する
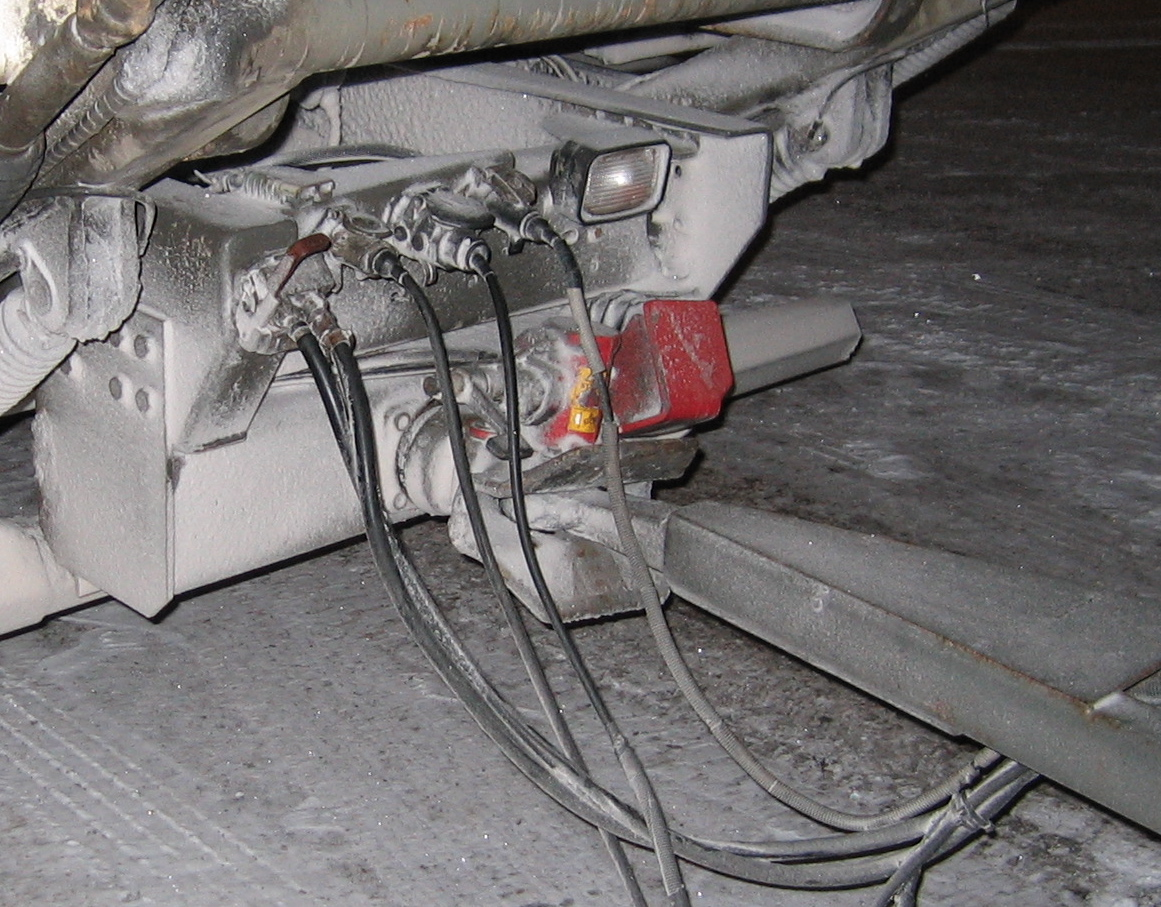
ケーブルが繋がれたコネクタ
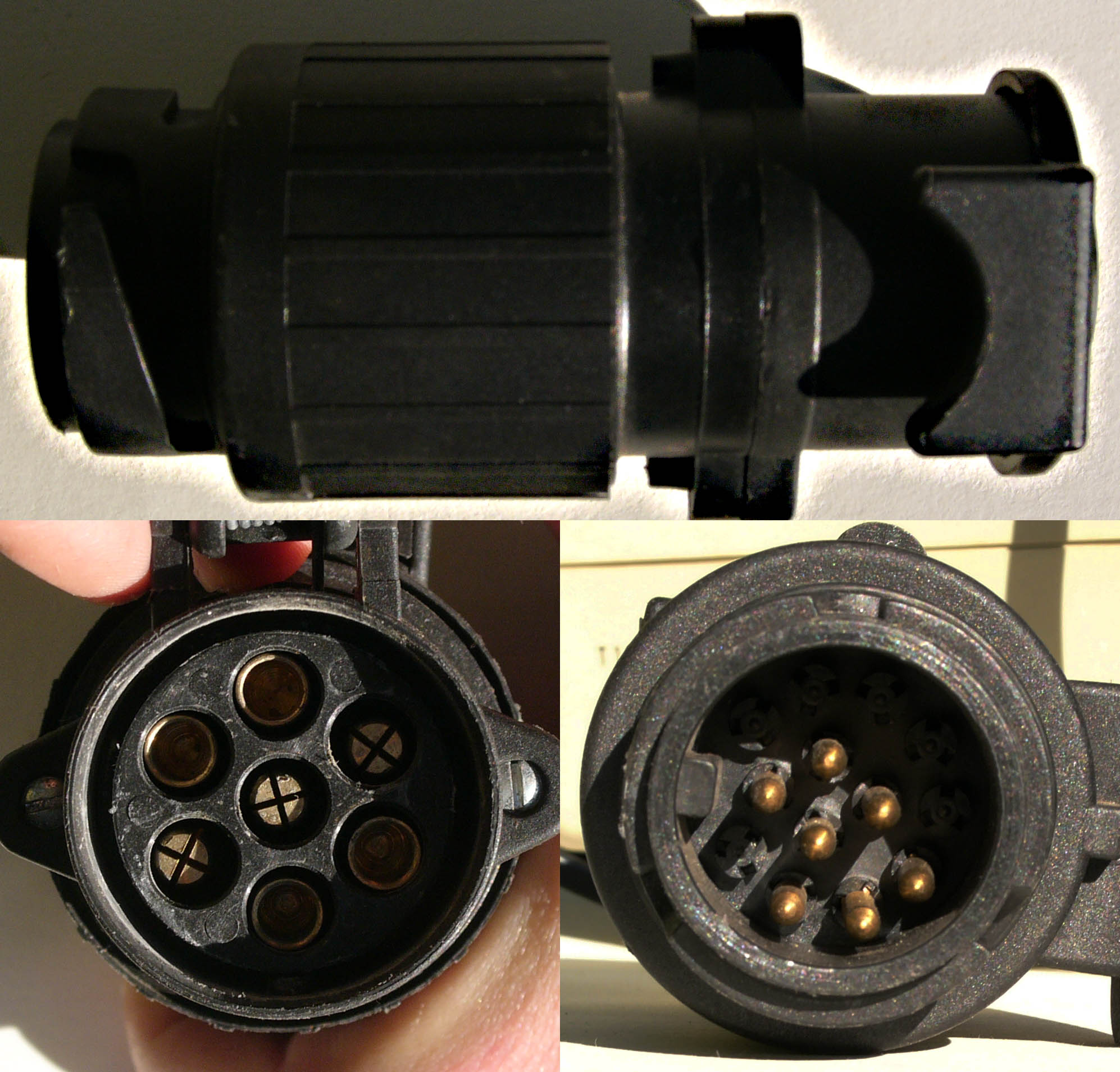
コネクタ詳細

## 製造メーカー
日本
- いすゞ自動車 - ギガ、810など
- UDトラックス - クオン、ビッグサムなど
- 日野自動車 - プロフィア、スーパードルフィンなど
- 三菱ふそうトラック・バス - スーパーグレート、ザ・グレートなど

米国
- フレイトライナー・トラックス
- ケンワース
- ピータービルト
- ナビスター・インターナショナル
- マックトラックス

欧州
- オランダ:DAF (自動車メーカー)
- スウェーデン:スカニア、ボルボ・トラックス
- ドイツ:メルセデス・ベンツ、MAN (企業)

韓国
- 現代自動車 - エクシエント、91Aなど
- タタ大宇 - マクセン、大宇大型トラックなど

中国
- 東風汽車集団
- 一汽解放
- 重汽
- 陜汽